# Mistrzostwa Unii Europejskiej w Boksie Mężczyzn 2006
Mistrzostwa Unii Europejskiej w Boksie Mężczyzn 2006 – były 4. edycją mistrzostw Unii Europejskiej w boksie amatorskim mężczyzn, które odbyły się we węgierskim Peczu, w dniach 23–27 maja 2006. W tabeli medalowej tryumfowali gospodarze mistrzostw.

## Medaliści
| Kat. wagowa                    |                    |                      |                                        |
| ------------------------------ | ------------------ | -------------------- | -------------------------------------- |
| Waga papierowa (– 48 kg)       | Łukasz Maszczyk    | Alfonso Pinto        | Ronny Beblik Gergő Szalai              |
| Waga musza (– 51 kg)           | Salim Salimow      | Güven Aydemir        | Norbert Kalucza Amine Lamiri           |
| Waga kogucia (– 54 kg)         | Zsolt Bedák        | Joseph Murray        | Vittorio Parrinello Krzysztof Rogowski |
| Waga piórkowa (– 57 kg)        | Hicham Ziouti      | Theodoros Papazow    | Aleksiej Szajdulin Sándor Rácz         |
| Waga lekka (– 60 kg)           | Domenico Valentino | Selçuk Aydın         | Husnu Kocabas Krzysztof Szot           |
| Waga lekkopółśrednia (– 64 kg) | Gyula Káté         | Boris Georgiew       | Önder Şipal Mariusz Koperski           |
| Waga półśrednia (– 69 kg)      | István Szili       | Bülent Ulusoy        | Borna Katalinić Ryan Pickard           |
| Waga średnia (– 75 kg)         | Aleksander Rubjuk  | Anastasios Mperdesis | Matej Matković Savvas Kaya             |
| Waga półciężka (– 81 kg)       | Muzaffer Bahram    | Constantin Bejenaru  | Marijo Šivolija Kenneth Egan           |
| Waga ciężka (– 91 kg)          | John M'Bumba       | Łukasz Janik         | Vedran Đipalo József Darmos            |
| Waga superciężka (+ 91 kg)     | Roberto Cammarelle | Roy Ignacia          | László Gschwendtner Krzysztof Zimnoch  |

## Tabela medalowa zawodów
| Poz. | Państwo   |    |    |    | Łącznie |
| ---- | --------- | -- | -- | -- | ------- |
| 1    | Węgry     | 3  | 0  | 5  | 8       |
| 2    | Włochy    | 2  | 1  | 1  | 4       |
| 3    | Francja   | 2  | 0  | 1  | 3       |
| 4    | Turcja    | 1  | 3  | 2  | 6       |
| 5    | Polska    | 1  | 1  | 4  | 6       |
| 6    | Bułgaria  | 1  | 0  | 1  | 2       |
| 7    | Estonia   | 1  | 0  | 0  | 1       |
| 8    | Grecja    | 0  | 2  | 0  | 2       |
| 9    | Anglia    | 0  | 1  | 1  | 2       |
| 9    | Holandia  | 0  | 1  | 1  | 2       |
| 11   | Rumunia   | 0  | 1  | 0  | 1       |
| 12   | Chorwacja | 0  | 0  | 4  | 4       |
| 13   | Niemcy    | 0  | 0  | 1  | 1       |
| 13   | Irlandia  | 0  | 0  | 1  | 1       |
|      | Łącznie   | 11 | 11 | 22 | 44      |